# Sekisho Challenge Open 2011
Il Sekisho Challenge Open 2011 è stato un torneo professionistico di tennis femminile giocato sul cemento. È stata la 5ª edizione del torneo, che fa parte dell'ITF Women's Circuit nell'ambito dell'ITF Women's Circuit 2011. Si è giocato a Tsukuba in Giappone dal 29 agosto al 4 settembre 2011.

## Partecipanti

### Teste di serie
| Nazionalità   | Giocatrice              | Ranking* | Testa di serie |
| ------------- | ----------------------- | -------- | -------------- |
| Giappone      | Erika Sema              | 145      | 1              |
| Giappone      | Yurika Sema             | 180      | 2              |
| Giappone      | Kumiko Iijima           | 207      | 3              |
| Giappone      | Sachie Ishizu           | 228      | 4              |
| Cina          | Qiang Wang              | 243      | 5              |
| Giappone      | Shiho Akita             | 260      | 6              |
| Corea del Sud | Kim So-jung             | 271      | 7              |
| Thailandia    | Varatchaya Wongteanchai | 279      | 8              |

- Ranking al 15 agosto 2011.

### Altre partecipanti
Giocatrici che hanno ricevuto una wild card:
- Mana Ayukawa
- Yukina Emi
- Miyu Katō
- Yasuyo Numajiri

Giocatrici che sono passate dalle qualificazioni:
- Chan Chin-wei
- Kanae Hisami
- Hu Yueyue
- Yumi Nakano
- Chinami Ogi
- Peangtarn Pliphuech
- Mari Tanaka
- Hirono Watanabe

## Campionesse

### Singolare
Aiko Nakamura ha battuto in finale  Chan Chin-wei con il punteggio di 6–3, 2–6, 6–3

### Doppio
Chan Chin-wei /  Hsu Wen-hsin hanno battuto in finale  Kim So-jung /  Erika Takao con il punteggio di 6–1, 6–1